# كازوما سوزوكي
كازوما سوزوكي (باليابانية: 鈴木一真؛ بالكانا: すずき かずま) هو ممثل ياباني، ولد في 8 أكتوبر 1968 في ميشيما في اليابان.

## أعمال

### أفلام
- (2010) بانديج

### مسلسلات
- ليغل هاي

## وصلات خارجية
- الموقع الرسمي
- كازوما سوزوكي على موقع IMDb (الإنجليزية)
- كازوما سوزوكي على موقع قاعدة بيانات الفيلم (الإنجليزية)